# Fehraltorf
Fehraltorf é uma comuna da Suíça, no Cantão Zurique, com cerca de 4.755 habitantes. Estende-se por uma área de 9,54 km², de densidade populacional de 498 hab/km². Confina com as seguintes comunas: Illnau-Effretikon, Pfäffikon, Russikon, Uster, Volketswil.
A língua oficial nesta comuna é o Alemão.

## Demografia
Evolução da população:
| População | População  |
| Ano       | Habitantes |
| --------- | ---------- |
| 1467      | 190        |
| 1634      | 341        |
| 1733      | 800        |
| 1850      | 1.014      |
| 1860      | 1.081      |
| 1900      | 938        |
| 1910      | 910        |
| 1950      | 1.136      |
| 1980      | 2.486      |
| 2000      | 4.687      |